# 高丽碱茅
高丽碱茅（学名：Puccinellia coreensis）为禾本科碱茅属下的一个种，多年生，疏叢型。稈高約30厘米，徑約2毫米，具3-4節，節膝曲。